# Pteris hostmanniana
Pteris hostmanniana är en kantbräkenväxtart som beskrevs av Constantin von Ettingshausen. Pteris hostmanniana ingår i släktet Pteris och familjen Pteridaceae. Inga underarter finns listade.